# Elektrische Energiequelle
Die elektrische Energiequelle ist sprachlich korrekt eine Quelle elektrischer Energie. Physikalisch korrekt ist sie ein Energiewandler, das ist eine technische Einrichtung, die durch einen Umwandlungsprozess elektrische Energie für einen Stromkreis zur Verfügung stellt.

## Ausführung
Die elektrische Energiequelle bezieht für ihre Aufgabe Energie aus einer weiteren Energiequelle und zwar
- andersartige Energie

bei einer Ausführung beispielsweise als Elektrischer Generator, Brennstoffzelle, Solarzelle, Thermoelektrischer Generator,
- gleichartige Energie

bei einer Ausführung beispielsweise als Transformator, Netzteil, Stromrichter.
Diesen Energiequellen muss ständig so viel Energie zugeführt werden, wie elektrisch abgeführt wird, oder umgekehrt muss ihnen elektrisch so viel Energie entnommen werden, wie eingespeist wird. Kurzfristige Änderungen der Leistung ein- oder ausgangsseitig sind großtechnisch schwer zu handhaben, da ein Überschuss oder Mangel an Energie in der Quelle nicht gespeichert werden kann. Eine Speicherung in Speicherkraftwerken mit Wasserkraft kann nur über Stunden oder Tage ausgleichen, denn schnelle Anpassungen der Strömungsgeschwindigkeit des Wassers an eine geänderte elektrische Leistung würde durch Ausgleichsvorgänge zu gefährlichen Druckstößen führen.
In beschränktem Umfang gibt es kurzfristig bereitstehende elektrische Energie aus Speichern mit
- chemischer Energie in Akkumulator, Batterie,
- elektrischer Feldenergie in Kondensator, Spule.

## Betriebsweise
Die elektrische Energiequelle wird häufig als „Stromquelle“ bezeichnet, obwohl sie technisch fast ausschließlich als Spannungsquelle ausgeführt wird. In diesem Fall werden die Energiequelle und die Energiesenke (der Verbraucher) in Spannungsanpassung betrieben. Diese Betriebsart setzt voraus, dass die Quelle in der Lage ist, Energie mit wesentlich höherer Leistung zu liefern, als der Verbraucher aufnehmen kann (in der Praxis bis zu technischen Grenzen). In der Spannungsquelle stellt sich eine stabile elektrische Spannung ein (Nennspannung im europäischen Haushaltsnetz 230 V, im Bleiakkumulator pro Zelle 2 V). Mehrere Verbraucher können parallelgeschaltet werden ohne Einfluss auf die Spannung. In jedem Verbraucher stellt sich aufgrund dieser Spannung eine individuelle elektrische Stromstärke ein. Wegen der im Idealfall unbegrenzten Lieferfähigkeit der Spannungsquelle werden gefährlich hohe Stromstärken oft durch elektrische Sicherungen verhindert.
Die im Stromnetz im Laufe der Zeit gelieferte bzw. bezogene Wirkenergie muss bezahlt werden und wird dazu mit einem Energiezähler gemessen.

## Zugeführte Energie
Bewegungsenergie, die für die Umwandlung in elektrische Energie ununterbrochen verfügbar sein soll, bietet sich bei einer Drehbewegung an. Bei der Rotation eines elektrischen Generators entsteht aufgrund der elektromagnetischen Induktion eine Wechselspannung, meistens ausgeführt als Dreiphasenwechselspannung, auch kurz als Drehspannung bezeichnet, typisch im Kilovolt-Bereich. Generatoren in den Kraftwerken sind in ihrer Drehzahl starr gekoppelt an die Frequenz des kontinentaleuropäischen Verbundnetzes. Keinesfalls kann ein Generator unter steigender Belastung in seiner Drehzahl nachgeben. Windkraftanlagen laufen teilweise ebenfalls direkt am Netz; bei modernen Anlagen wird die Generatordrehzahl mittels Wechselstrom-Umrichtern von der Netzfrequenz entkoppelt.
Chemische Energie kann in elektrochemischen Reaktionen zur Ausbildung von Gleichspannung führen, typisch im Bereich weniger Volt. Beispielsweise beträgt der theoretische Wert einer Wasserstoff-Sauerstoff-Brennstoffzelle nur 1,23 V bei 25 °C. Bei diesen für viele technische Belange kleinen Spannungen werden oft mehrere Zellen in Reihe geschaltet.
Strahlungsenergie aus Sonnenlicht kann aufgrund des photovoltaischen Effektes zur Ausbildung von Gleichstrom führen. Das elementare Ersatzschaltbild einer Solarzelle enthält eine Stromquelle mit einer parallelliegenden, in Durchlassrichtung gepolten Silizium-Diode. An der Diode kann die Stromquelle keine höhere Spannung erzeugen als deren Durchlassspannung; im Betrieb bei maximaler Leistungsabgabe ist die Spannung geringer, typisch 0,5 V. 
Wärme oder thermische Energie kann direkt in elektrische Energie übergehen, wenn gemäß dem Seebeck-Effekt bei einer Temperaturdifferenz längs eines elektrischen Leiters eine Gleichspannung entsteht. Thermoelektrische Generatoren erzeugen wesentlich größere Spannungen als Thermoelemente. Jedoch ist der Wirkungsgrad so gering, dass beispielsweise die thermoelektrische Ausnutzung der Wärme im heißen Abgas eines Verbrennungsmotors nicht lohnend ist. Thermoelektrische Energiequellen kommen bisher nur für kleine Leistung in abgelegenen Gebieten zum Einsatz.

## Abgrenzung
Natürliche Elektrizität, wie sie etwa beim Gewitterblitz vorkommt (Richtwert der Blitzenergie 0,3 MWh), würde erst dann zu einer elektrischen Energiequelle, wenn sie durch eine technische Vorrichtung nutzbar gemacht werden könnte.
Ein statischer Spannungserzeuger, wie ihn das Elektret darstellt, ist als Energiequelle untauglich.
Manche Geräte und Schaltungen liefern Energie mit nur geringer Leistung, beispielsweise in von Sensor, Empfangsantenne oder Wheatstonebrücke erzeugten elektrischen Signalen. Soll möglichst viel von deren geringer Leistung ausgenutzt werden, so werden diese Quellen bei Leistungsanpassung betrieben, oder es werden gar Verstärker erforderlich; in diesen Fällen werden die Geräte und Schaltungen nicht als Energiequelle, sondern als Signalquelle bezeichnet.
Eine Steckdose ist keine elektrische Energiequelle, sondern ein Verbindungselement.